# Olóriz
Olóriz är en kommunhuvudort i Spanien.   Den ligger i provinsen Provincia de Navarra och regionen Navarra, i den nordöstra delen av landet, 300 km nordost om huvudstaden Madrid. Olóriz ligger 599 meter över havet och antalet invånare är 212.
Terrängen runt Olóriz är huvudsakligen kuperad, men åt sydväst är den platt. Runt Olóriz är det mycket glesbefolkat, med 4 invånare per kvadratkilometer. Närmaste större samhälle är Iturrama, 19,6 km norr om Olóriz. Trakten runt Olóriz består till största delen av jordbruksmark.